# Dichorisandra bonitana
Dichorisandra bonitana är en himmelsblomsväxtart som beskrevs av Philipson. Dichorisandra bonitana ingår i släktet Dichorisandra och familjen himmelsblomsväxter. Inga underarter finns listade.